# Robert Michael Ballantyne
Pour les articles homonymes, voir Hannay et Ballantyne.
Œuvres principales
L'Île de corail (1858)
Robert Michael Ballantyne (24 avril 1825 – 8 février 1894) est un écrivain écossais, auteur de plus de cent romans pour la jeunesse, et un aquarelliste.

## Biographie
Ballantyne naît à Édimbourg le 24 avril 1825, neuvième de dix enfants, d'Alexander Thomson Ballantyne (1776–1847) et de sa femme Anne (1786–1855). Alexander était éditeur de journal et imprimeur dans la firme familiale « Ballantyne & Co » à Édimbourg, et l'oncle de Robert, James Ballantyne (1772–1833) était l'imprimeur de Sir Walter Scott. On sait qu'en 1832-33 la famille habitait au 20, Fettes Row, dans le nord de la nouvelle ville d'Édimbourg. À la suite de la crise boursière de 1825, l'imprimerie familiale fait faillite l'année suivante, et se retrouve avec 130 000 livres de dettes, ce qui entraîne le déclin de la fortune familiale.
À l'âge de seize ans, Ballantyne part pour le Canada et travaille pendant cinq ans pour la Compagnie de la Baie d'Hudson. Il fait du commerce de fourrure avec les Amérindiens, ce qui l'amène à voyager en canoë et en traîneau dans les actuelles provinces du Manitoba, de l'Ontario, et de Québec, expérience qui forme la trame de son roman Le Chasseur de fourrures (1856). La nostalgie qu'il éprouve loin de sa famille le pousse à écrire des lettres à sa mère. Dans son autobiographie, Personal Reminiscences in Book Making (1893), il écrit : « C'est à cette habitude d'écrire de longues lettres que j'attribue le peu de facilité dans la composition que j'ai pu acquérir ».
En 1866, Ballantyne épouse Jane Grant (v. 1845 – v. 1924), dont il aura trois fils et trois filles.
Ballantyne passe ses dernières années à Harrow (Londres) avant de partir pour l'Italie pour raison de santé : il souffre peut-être d'une maladie de Ménière non diagnostiquée. Il meurt à Rome le 8 février 1894et sera enterré au cimetière du Testaccio.

### Carrière littéraire
En 1847, Ballantyne retourne en Écosse pour découvrir la mort de son père. L'année suivante, il publie son premier livre : Hudson's Bay: or, Life in the Wilds of North America, et est employé quelque temps par les éditeurs Constable & Robinson. À partir de 1856 il se consacre entièrement à sa carrière littéraire et commence une série d'aventures pour la jeunesse.
L'Île de corail ou Le Récif de corail est le plus populaire des romans de Ballantyne, toujours lu en Grande-Bretagne, et parodié par William Golding dans Sa Majesté des mouches.
L'écrivain Robert Louis Stevenson (1850-1894), contemporain de l'auteur, est tellement impressionné par sa lecture de L'Île de corail qu'il écrira son roman L'Île au trésor en s'inspirant des thèmes trouvés chez Ballantyne ; il lui rendra hommage dans le poème introductif à L'Île au trésor intitulé « À l'acheteur hésitant ».

## Œuvres traduites en français
(note : la 1re date est celle de la 1re parution en France)
- 1887 : Le Chasseur de fourrures (Snowflakes and Sunbeams, 1856) ; Paris, H. Lecène et H. Oudin
- 1875 : Les Jeunes Chasseurs de fourrures (The Young Fur Traders, 1856) ; Paris : J. Bonhoure
- 1875 : Les Jeunes Chasseurs de la Nouvelle-Galles ; Paris, Bonhoure
- 1876 : Le Canot de sauvetage (Saved by the Lifeboat, 1869) ; Paris, J. Bonhoure
- 1878 : Le Capitaine de l'écume sur Gallica (Gascoyne, 1864) ; Paris : J. Bonhoure, traduction de Mme S. Le Page
- 1881 : Voyage au pays des Esquimaux sur Gallica (Ungava, 1857) ; Rouen : Mégard, traduction de Mme Samuel Frère
- 1889  : Perdus dans la forêt (Lost in the Forest, 1869) ; Paris : H. Lecène et H. Oudin
- 1922 : L'Île de corail (The Coral Island, 1858) ; Paris, Nelson
- 1929 : Martin Rattler (Martin Rattler, 1858) ; Paris, A. Colin
- 1931 : Les Chasseurs de gorilles (The Gorilla Hunters, 1861) ; Paris, Nelson
- 1933 : Terre de glace (The World of Ice, 1860) ; Paris, Bourrelier et Cie
- 1955 : Le Récif de corail (The Coral Island, 1858) ; Paris, Casterman
- 1957 : Au péril de la jungle (Martin Rattler, 1858) ; Paris, Casterman